# Lubomír Puček
Lubomír Puček (* 1. června 1961 v Prešově) je bývalý český fotbalový rozhodčí slovenského původu a současný fotbalový funkcionář a podnikatel. Za svoji kariéru získal pět křišťálových píšťalek pro nejlepšího rozhodčího, ale také proslul spekulacemi o jeho údajné ochotě a schopnosti za úplatu ovlivnit výsledek zápasu, který rozhodoval. V roce 2006 byl z korupce usvědčen a soudně potrestán.

## Kariéra v českém fotbale

### Rozhodcovská kariéra
Jako fotbalový rozhodčí působil v letech 1990 až 2004. Osm let figuroval na mezinárodní listině FIFA, mezinárodní kariéru se rozhodl ukončit v roce 2002 a nadále se věnovat pouze rozhodování domácích zápasů. Důvodem bylo, že po nevydařeném zápasu byl v roce 1999 přeřazen do horší rozhodcovské skupiny a nasazován spíše sporadicky a na méně atraktivní zápasy. Pětkrát byl oceněn křišťálovou píšťalkou pro nejlepšího rozhodčího ligy. Moravskoslezský deník jej nazval "nejlepším moravským rozhodčím všech dob." V roce 2004 svoji kariéru rozhodčího ukončil na protest proti trestu, který mu komise rozhodčích udělila za ovlivnění zápasu třemi hrubými chybami, a rezignoval i na funkci předsedy komise rozhodčích Moravskoslezského krajského fotbalového svazu, čímž přestal být členem Českomoravského fotbalového svazu (ČMFS).

### Funkcionářská kariéra
V roce 1994 se Puček stal členem dozorčí rady druholigového Baníku Havířov. Po čtyřech letech klub zbankrotoval. Puček odmítl, že by na tom měl jakýkoliv podíl, stejně jako spekulace, že se jako rozhodčí ocitl členstvím v dozorčí radě v konfliktu zájmů.
Po ukončení rozhodcovské kariéry v prosinci 2014 odmítl, že by měl ambice stát se funkcionářem ČMFS, ale už v květnu 2005 kandidoval na funkci místopředsedy svazu, ale nebyl zvolen. Poté pracoval od září 2005 jako manažer fotbalové Slavie. Po trestu za korupci z klubu oficiálně odešel, ale ještě několik let poté v klubu neoficiálně působil jako poradce jeho tehdejšího šéfa Rosena.
V letech 2009 a 2010 pracoval jako ředitel druholigového FC Hlučín.
V dubnu 2016 se stal sportovním manažerem Baníku Ostrava.

### Účast v korupčních aférách
V průběhu své kariéry rozhodčího (i po jejím skončení) byl Puček několikrát spojován s různými korupčními aférami. V devadesátých letech si vysloužil přezdívku Bezbolestná vrtačka, pro svoji údajnou schopnost nenápadně ovlivnit výsledek fotbalového utkání tak, aby ovlivnění nebylo zřejmé.

#### 1995
V roce 1995 obvinil funkcionáře Českomoravského fotbalového svazu Jana Gottvalda a Jiřího Kubíčka z uplácení. Obvinění se neprokázala a Puček byl na rok přeřazen do druhé ligy. Později se s Gottvaldem spřátelil.

#### 1999
V roce 1999 byl obviněn z ovlivnění zápasu poháru UEFA West Ham United - Steaua Bukurešť. Obvinění se neprokázala, ale Puček byl okamžitě přeřazen do horší rozhodcovské skupiny.

#### 2003
V roce 2003 strávil rozhodčí Václav Zejda v Pučkově hotelu Gurmán v Trojanovicích noc s najatou prostitutkou; šlo o úplatek od funkcionářů SFC Opava za ovlivnění zápasu. Z policejních odposlechů, uniklých do médií, vyplývá, že Puček o úplatku věděl.
V prosinci 2005 byl Puček obviněn z trestného činu podplácení, kterého se měl v roce 2003 dopustit tak, že rozhodčímu Jiřímu Vodičkovi zprostředkoval úplatek 70 000 Kč za ovlivnění zápasu slovenské fotbalové ligy. Puček odmítl, že by zprostředkovával nabídku úplatku; výraz "70 litrů vína", zachycený policejním odposlechem, podle něj nebyl kód pro 70 000 korun, ale šlo skutečně o víno, které slíbil rozhodčím, pokud se jim zápas vyvede, a celé obvinění označil za pomstu svých odpůrců.
Prvoinstanční soud oba rozhodčí shledal vinnými, a potrestal je pokutou 70 000 Kč. Oba rozhodčí se proti trestu odvolali, ale odvolací soud trest potvrdil. On sám poté podal dovolání k Nejvyššímu soudu, ale ten dovolání zamítl jako neopodstatněné. Poté podal stížnost k Ústavnímu soudu, s tím, že bylo porušeno jeho právo na spravedlivý proces. Soud tuto stížnost v lednu 2009 zamítl.
Disciplinární komise ČMFS ho za tuto korupci nemohla potrestat, neboť už před tím přestal být členem svazu.

#### 2009
Na podzim 2009 spekuloval server iDnes, že by Puček mohl stát za údajně ovlivněným zápasem domácího poháru. Utkání mezi třetiligovým Zábřehem a druholigovým Hlučínem (kde v té době působil jako ředitel) bylo podle funkcionářů Zábřehu ovlivněno rozhodčím v jejich neprospěch. Podle člena výkonného výboru svazu Pavla Nezvala "[rozhodčí] dělali hrubé chyby, přičemž neuznaný gól byl jejich vrcholem. A těmi chybami otrávili a zcela znechutili nestranným divákům zápas,"
a šlo o "ostudu fotbalu". Komise rozhodčích potrestala rozhodčí zastavením činnosti. Puček popřel, že by Hlučínu pomohl k výhře nekalým způsobem. Hlavní rozhodčí byl později policií obviněn z přijetí úplatku za údajné ovlivnění jiného zápasu.

#### 2012
V roce 2012 se jeho jméno objevilo v souvislosti s tzv. Křetínského taškou, které měla obsahovat důkazy o nekalých praktikách ve fotbale. Podle magazínu Aha! online měl naopak pracovat pro Spartu a pomáhat jí s rozhodčími. Puček odmítl, že by měl s aférou cokoliv společného. Podle prvoligového rozhodčího Radka Kociána v té době Dagmar Damková, předsedkyně komise rozhodčích, nutila některé sudí podepsat lživé prohlášení, že se je Puček pokusil uplatit.

## Podnikatelská kariéra
Podle obchodního rejstříku figuruje jako jednatel či spolumajitel v několik společnostech. Vlastnil hotel Gurmán v Trojanovicích, v roce 2008 byl ale hotel prodán v exekuci.
Pojí ho přátelské a obchodní vazby s uprchlým zločincem Radovanem Krejčířem. Od Krejčíře si mimo jiné vypůjčil dva miliony korun, a působil jako tichý společník Krejčířovy firmy Corimex, která vlastnila prvoligový klub FK Drnovice. Odmítl, že by se tak dostal do konfliktu zájmů. Podle tehdejšího místopředsedy fotbalového svazu Jaroslava Vacka takové chování není zakázané, je však neetické.

## Citáty
| „ | Vím, že se o mně povídají hrůzostrašné příběhy, ale jen málo je pravda. | “ |
| — |                                                                         |   |

| „                                           | Nebudu vám říkat, jestli jsem [úplatek] vzal nebo nevzal. Nejsem andílek a fungoval jsem v těžké době... A když vám řeknu, že jsem vzal, nastoupí na mě policie. | “ |
| — o nařčení, že jako rozhodčí bral úplatky. | |   |

| „      | Kdyby se měřilo všem stejně a takhle se posuzovaly všechny odposlechy, tak jsou dneska zavření všichni tehdejší funkcionáři i rozhodčí z první a druhé ligy. | “ |
| — 2007 | |   |